# Welsh International 1986
Die Welsh International 1986 fanden vom 5. bis zum 7. Dezember 1986 in Cardiff statt. Es war die 36. Auflage dieser internationalen Meisterschaften von Wales im Badminton.

## Titelträger
| Disziplin    | Sieger                     |
| ------------ | -------------------------- |
| Herreneinzel | Darren Hall                |
| Dameneinzel  | Fiona Elliott              |
| Herrendoppel | Martin Dew Darren Hall     |
| Damendoppel  | Karen Beckman Sara Halsall |
| Mixed        | Martin Dew Gillian Gilks   |

## Finalresultate
| Disziplin    | Sieger                     | Finalist                   | Ergebnis     |
| ------------ | -------------------------- | -------------------------- | ------------ |
| Herreneinzel | Darren Hall                | Anders Nielsen             | 15–11, 15–1  |
| Dameneinzel  | Fiona Elliott              | Nah Kyang-ah               | 11–1, 11–1   |
| Herrendoppel | Martin Dew Darren Hall     | Chris Rees Lyndon Williams | 15–7, 15–12  |
| Damendoppel  | Karen Beckman Sara Halsall | Lisa Chapman Cheryl Cooke  | 15–10, 15–12 |
| Mixed        | Martin Dew Gillian Gilks   | Chris Dobson Karen Beckman | 15–1, 15–0   |